# 15. јун
15. јун (15.6.) је 166. дан године по грегоријанском календару (167. у преступној години). До краја године има још 199 дана.

## Догађаји
- 1215 — Енглески краљ Јован без Земље је својим печатом потврдио Велику повељу слободе (лат. Magna Carta Libertatum).
- 1389 — Косовска битка (по Јулијанском календару)
- 1520 — Папа Лав X екскомуницирао је Мартина Лутера булом у којој је осудио као јерес Лутерове тезе о индулгенцијама, о догмама и уређењу католичке цркве. Идеје о реформи цркве систематизоване у 95 теза Лутер је 1517. приковао на врата Дворске цркве у Витембергу, означивши почетак раскола католичке Европе.
- 1648 — Маргарет Џоунс је обешена у Бостону због оптужбе за вештичарство у првом таквом погубљењу у Колонији Масачусетског залива.
- 1752 — Бенџамин Френклин доказује да је муња у ствари електрицитет (традиционални датум, прави датум непознат).
- 1775 — Џорџ Вашингтон је именован за врховног заповедника Континенталне војске у Америчком рату за независност.
- 1776 — Делавер је гласао да суспендује власт британске круне и да се званично одвоји од Пенсилваније.
- 1836 — Арканзас је примљен у Унију као 25. савезна држава САД.
- 1846 — Орегонски споразум је утврдио 49. паралелу као границу између САД и Канаде, од Стеновитих планина до мореуза Хуан де Фука.
- 1862 — На Чукур-чесми у Београду турски војник убио српског дечака што је изазвало сукобе у граду. Турци су потом са београдске тврђаве, где је био смештен њихов гарнизон, бомбардовали Београд.
- 1903 — Након убиства Александра Обреновића у Мајском преврату, Скупштина Србије изабрала је Петра Карађорђевића за краља Србије. Током његове владавине учвршћен је парламентаризам и убрзан привредни и културни развој земље. Повукао се с власти 22. јуна 1914, а краљевска овлашћења добио је његов други син Александар.
- 1904 — Више од хиљаду људи, већином жена и деце, погинуло близу Њујорка у пожару који је захватио брод „Генерал Слокам“.
- 1907 — Почела Друга хашка мировна конференција, на којој су 44 државе, укључујући Србију и Црну Гору, усвојиле 13 конвенција о законима и обичајима ратовања („Хашке конвенције“). Четвртом конвенцијом основан је Стални арбитражни суд у Хагу.
- 1919 — Енглески пилоти Артур Браун и Џон Олкок окончали су први директни лет преко Атлантика.
- 1920 — Италијански инжењер, један од оснивача бежичне телеграфије Гуљелмо Маркони емитовао је у Енглеској први музички радио пренос у живо. Била је то музичка нумера чувене аустралијске оперске певачице Нели Мелба (Неллие).
- 1924 — Амерички Индијанци бивају проглашени грађанима САД.
- 1940 — Немачке трупе пробиле Мажино линију код Седана. Систем утврђења дугачак 360 km који су Французи изградили дуж границе према Немачкој између два светска рата, сматран је ремек делом грађевинарства и фортификације.
- 1954 — У Базелу формирана УЕФА.
- 1969 — Након повлачења Шарла де Гола с политичке сцене, за председника Француске изабран је Жорж Помпиду.
- 1975 — Кошаркаши Југославије постали су шампиони Европе победом над репрезентацијом СССР у Београду.
- 1977 — Адолфо Суарес и његова коалиција Демократског центра победили су на првим слободним изборима у Шпанији након смрти Франциска Франка који је диктаторски владао од 1939.
- 1982 — Предајом аргентинских снага Британцима на Фокландским острвима окончан је Фокландски рат у којем је погинуло око 1000 људи.
- 1988 — Пакистански председник Зија ул Хак објавио је да ће исламско шеријатско право постати врховни закон у Пакистану.
- 1992 —
  - Српски књижевник Добрица Ћосић изабран за првог председника СР Југославије. За првог премијера новоформиране државе претходног дана изабран је амерички бизнисмен српског порекла Милан Панић.
  - Парламент Јапана, први пут од Другог светског рата, одобрио ангажовање јапанских војника у иностранству.
- 1994 — Израел и Ватикан успоставили су пуне дипломатске односе, потврђујући договор о међусобном признању и помирењу након вековних сукобљавања Јевреја и римокатолика.
- 1995 — Савет безбедности УН усвојио резолуцију о проширењу снага УН у Босни трупама за брза дејства, састављених од 12.000 француских, британских и холандских војника. Русија и Кина су се уздржале од гласања.
- 2000 —
  - У покушају атентата у Будви лакше рањен Вук Драшковић, лидер Српског покрета обнове, у то време једне од највећих опозиционих политичких странака у Србији.
  - Римско-католички бискуп, Аугустин Мисаго, оптужен за саучесништво у масакру више од пола милиона становника Руанде 1994. и геноцид, ослобођен је оптужби и пуштен на слободу.
- 2001 —
  - Крај Петровог Села код места Кладово откривена је масовна гробница у којој је закопано око 30 тела за која се претпоставља да су жртве рата на Косову у првој половини 1999.
  - Шангајска петорка - Кина, Русија, Казахстан, Киргистан и Таџикистан су након пријема Узбекистана у чланство преименовали своју организацију у Шангајска Организација за сарадњу (СЦО), регионалну организацију за борбу против исламског милитаризма.
- 2003 — Ватерполо репрезентација Србије и Црне Горе освојила је златну медаљу на Европском првенству у Словенији.

## Рођења
- 1843 — Едвард Григ, норвешки композитор, пијаниста и диригент. (прем. 1907)[1]
- 1867 — Иван Грохар, словеначки сликар. (прем. 1911)[2]
- 1886 — Хавријил Костељник, русински писац и лингвиста. (прем. 1948)[3]
- 1900 — Владислав С. Рибникар, српски новинар, учесник НОР-а, познат и као директор Политике и Танјуга. (прем. 1955)
- 1902 — Ерик Ериксон, немачко-амерички развојни психолог и психоаналитичар. (прем. 1994)[4]
- 1914 — Јуриј Андропов, руски политичар. (прем. 1984)[5]
- 1920 — Алберто Сорди, италијански глумац, редитељ, сценариста, певач, композитор и комичар. (прем. 2003)[6]
- 1927 — Хуго Прат, италијански цртач стрипова и илустратор, најпознатији по стрипу Корто Малтезе. (прем. 1995)
- 1933 — Предраг Кораксић, српски карикатуриста.
- 1946 — Демис Русос, грчки певач. (прем. 2015)[7]
- 1949 — Џим Варни, амерички глумац и комичар. (прем. 2000)[8]
- 1950 — Иван Голац, српски фудбалер и фудбалски тренер.[9]
- 1952 — Љиљана Стјепановић, српска глумица.[10]
- 1953 — Си Ђинпинг, кинески политичар, председник Кине (2013—).[11]
- 1953 — Славољуб Муслин, српски фудбалер и фудбалски тренер.[12]
- 1953 - мајор Милорад Радуловић, командант специјалних јединица, оперативац РДБ-а.
- 1953 — Мери Цетинић, хрватска музичарка.[13]
- 1954 — Џејмс Белуши, амерички глумац и комичар.[14]
- 1963 — Владан Дујовић, српски глумац.[15]
- 1963 — Хелен Хант, америчка глумица.[16]
- 1964 — Кортни Кокс, америчка глумица, продуценткиња и редитељка.[17]
- 1964 — Михаел Лаудруп, дански фудбалер и фудбалски тренер.[18]
- 1969 — Оливер Кан, немачки фудбалски голман.[19]
- 1969 — Седрик Пиолин, француски тенисер.[20]
- 1970 — Душан Поповић, српски ватерполиста и ватерполо тренер. (прем. 2011)[21]
- 1970 — Жан Табак, хрватски кошаркаш и кошаркашки тренер.[22]
- 1971 — Ненад Сакић, српски фудбалер и фудбалски тренер.[23]
- 1973 — Грег Вон, амерички глумац.[24]
- 1982 — Душан Анђелковић, српски фудбалер.[25]
- 1986 — Салах Межри, туниски кошаркаш.[26]
- 1986 — Стоја, америчка порнографска глумица.[27]
- 1992 — Мохамед Салах, египатски фудбалер.[28]
- 1992 — Дафне Схиперс, холандска атлетичарка.[29]
- 1994 — Невена Божовић, српска певачица.[30]
- 1994 — Доминик Мавра, хрватски кошаркаш.[31]

## Смрти
- 923 — Робер I Француски, краљ Француске. (рођ. 866)[32]
- 1341 — Андроник III Палеолог, византијски цар. (рођ. 1297)[33]
- 1383 — Јован VI Кантакузин, византијски цар. (рођ. 1292)[34]
- 1467 — Филип III од Бургундије, оснивач Бургундије. (рођ. 1396)[35]
- 1993 — Џејмс Хант, енглески возач формуле 1. (рођ. 1947)[36]
- 1995 — Џон Винсент Атанасов, пионир рачунарства. (рођ. 1903)[37]
- 1996 — Ела Фицџералд, америчка певачица. (рођ. 1917)[38]
- 1999 — Харитон Лукић, монах СПЦ.
- 2010 — Беким Фехмију, југословенски и српски глумац. (рођ. 1936)[39]
- 2013 — Кенет Г. Вилсон, амерички физичар, добитник Нобелове награде за физику. (рођ. 1936)[40]
- 2016 — Милорад Мандић, српски глумац. (рођ. 1961)[41]

## Празници и дани сећања
- Српска православна црква слави:
  - Светог Никифора Исповедника - патријарха цариградског
  - Светог новомученика Константина
  - Светог мученика Јована Новог Сочавског
  - Свештеномученика Еразма Охридског